# 21873 Jindřichůvhradec
21873 Jindřichůvhradec là một tiểu hành tinh vành đai chính với chu kỳ quỹ đạo là 2040.8659598 ngày (5.59 năm).
Nó được phát hiện ngày 29 tháng 10 năm 1999.